# Sindaci di Mazara del Vallo
Segue la cronotassi dei sindaci, o governatori a vario titolo durante le varie epoche storiche, di Mazara del Vallo, dai primi dati disponibili ad oggi.

## Regno di Trinacria (1282 - 1416)
| Periodo | Periodo | Primo cittadino                                                      | Partito | Carica                | Note  |
| ------- | ------- | -------------------------------------------------------------------- | ------- | --------------------- | ----- |
| 1282    |         | Antonio Perollo                                                      |         | Governatore           | [ 1 ] |
| 1340    |         | Giovanni Frisella Guglielmo Bucherio Rinaldo Formusa Calogero Alfano |         | Giurati               |       |
| 1392    |         | Nicolò Burgio                                                        |         | Regio secreto         | [ 2 ] |
| 1396    |         | Ludovico d'Aragona                                                   |         | Capitano di giustizia |       |
| 1399    |         | Pietro Cosmerio                                                      |         | Vicesecreto           | [ 3 ] |
| 1401    | 1402    | Marco Penna Pietro Marino Pietro Mirabella                           |         | Giurati               |       |
| 1402    | 1403    | Andrea Lanzarotti                                                    |         | Capitano di giustizia |       |
| 1403    | 1404    | Giuffo Maccagnone                                                    |         | Capitano di giustizia |       |
| 1404    | 1405    | Giuffo Maccagnone                                                    |         | Capitano di giustizia |       |
| 1405    | 1406    | Andrea Lanzarotti                                                    |         | Capitano di giustizia |       |
| 1406    | 1407    | Francesco de Sigerio                                                 |         | Capitano di giustizia |       |
| 1407    | 1408    | Andrea Lanzarotti                                                    |         | Capitano di giustizia |       |
| 1408    | 1409    |                                                                      |         | Sindaco               |       |
| 1409    | 1410    |                                                                      |         | Sindaco               |       |
| 1410    | 1411    |                                                                      |         | Sindaco               |       |
| 1411    | 1412    | Francesco de Sigerio                                                 |         | Capitano di giustizia |       |
| 1412    | 1413    | Francesco Sieri di Trapani                                           |         | Capitano di giustizia |       |
| 1413    | 1414    | Simone de Cosmerio                                                   |         | Capitano di giustizia |       |
| 1414    | 1415    | Simone de Cosmerio                                                   |         | Capitano di giustizia |       |
| 1415    | 1416    | Nicolò Graffeo di Salemi                                             |         | Capitano di giustizia |       |

## Corona d'Aragona (1416 - 1713)

### XV secolo
| Periodo | Periodo | Primo cittadino                                                       | Partito | Carica                            | Note   |
| ------- | ------- | --------------------------------------------------------------------- | ------- | --------------------------------- | ------ |
| 1416    | 1417    |                                                                       |         | Sindaco                           |        |
| 1417    | 1418    |                                                                       |         | Sindaco                           |        |
| 1418    | 1419    | Matteo Cataldo Simone Bisanesio                                       |         | Capitano di giustizia Giudice     |        |
| 1419    | 1420    | Giorgio Piticula Goffredo Calia                                       |         | Capitano di giustizia Vicesecreto | [ 4 ]  |
| 1420    | 1421    | Matteo de Mediolano                                                   |         | Capitano di giustizia             | [ 5 ]  |
| 1421    | 1422    | Matteo de Mediolano                                                   |         | Capitano di giustizia             | [ 6 ]  |
| 1422    | 1423    |                                                                       |         | Sindaco                           |        |
| 1423    | 1424    | Nicolò Lanzarotto                                                     |         | Capitano di giustizia             |        |
| 1424    | 1425    | Nicolò Lanzarotto                                                     |         | Capitano di giustizia             |        |
| 1425    | 1426    | Giovanni Adamo                                                        |         | Giurato                           |        |
| 1426    | 1427    |                                                                       |         | Sindaco                           |        |
| 1427    | 1428    |                                                                       |         | Sindaco                           |        |
| 1428    | 1429    | C. Cosentino Ruggero Lo Calbo Vincenzo Tibaldo Giovanni Burgio        |         | Giurati                           |        |
| 1429    | 1430    | Ruggero Gilberto Federico Torre Ruggero Lo Calbo Antonio de Mayda     |         | Giurati                           |        |
| 1430    | 1431    | Tomeo Bianco                                                          |         | Capitano di giustizia             | [ 7 ]  |
| 1431    | 1432    | Pietro Lo Calbo Albertino Pisano Nicolò Roncione Aloisio Emanuele     |         | Giurati                           |        |
| 1432    | 1433    | Vincenzo Tibaldo Ruggero Lo Calbo Antonio de Mayda                    |         | Giurati                           |        |
| 1433    | 1434    | Bartolomeo Adamo Pietro Balducchio Antonio Roncione Aloisio Emanuele  |         | Giurati                           |        |
| 1434    | 1435    | Bartolo di Giorgio                                                    |         | Capitano di giustizia             |        |
| 1435    | 1436    |                                                                       |         | Sindaco                           |        |
| 1436    | 1437    | Antonio Bandino Nicolò Picitula Antonio Penna Andrea Lo Calbo         |         | Giurati                           |        |
| 1437    | 1438    |                                                                       |         | Sindaco                           |        |
| 1438    | 1439    | Giovanni Milite                                                       |         | Governatore                       | [ 8 ]  |
| 1439    | 1440    | Francesco Maccagnone                                                  |         | Capitano di giustizia             | [ 9 ]  |
| 1440    | 1441    | Antonio Penna                                                         |         | Capitano di giustizia             | [ 10 ] |
| 1441    | 1442    | Pietro de Cino Giovanni Bandino Giovanni Lancillotto Bartolomeo Adamo |         | Giurati                           |        |
| 1442    | 1443    | Tomeo Bianco                                                          |         | Capitano di giustizia             |        |
| 1443    | 1444    | Tomeo Bianco                                                          |         | Capitano di giustizia             |        |
| 1444    | 1445    | Bartolomeo Adamo Antonio Bianco                                       |         | Giurati                           |        |
| 1445    | 1446    | Tomeo Bianco                                                          |         | Capitano di giustizia             |        |
| 1446    | 1447    |                                                                       |         | Sindaco                           |        |
| 1447    | 1448    |                                                                       |         | Sindaco                           |        |
| 1448    | 1449    | Antonio Bianco                                                        |         | Giurato                           |        |
| 1449    | 1450    | Antonio Mainardi                                                      |         | Capitano di giustizia             |        |
| 1450    | 1451    | Cosimo Coppola                                                        |         | Giurato                           |        |
| 1451    | 1452    |                                                                       |         | Sindaco                           |        |
| 1452    | 1453    |                                                                       |         | Sindaco                           |        |
| 1453    | 1454    |                                                                       |         | Sindaco                           |        |
| 1454    | 1455    |                                                                       |         | Sindaco                           |        |
| 1455    | 1456    |                                                                       |         | Sindaco                           |        |
| 1456    | 1457    | Calcerando Corbera                                                    |         | Capitano di giustizia             |        |
| 1457    | 1458    |                                                                       |         | Sindaco                           |        |
| 1458    | 1459    |                                                                       |         | Sindaco                           |        |
| 1459    | 1460    | Tomaso Girifalco                                                      |         | Capitano di giustizia             |        |
| 1460    | 1461    | Giovanni Centorbi                                                     |         | Capitano di giustizia             |        |
| 1461    | 1462    | Severino Bonanno                                                      |         | Governatore                       | [ 11 ] |
| 1462    | 1463    | Paolo d'Andrea                                                        |         | Giurato                           |        |
| 1463    | 1464    | Giovanni Burgio                                                       |         | Regio secreto                     |        |
| 1464    | 1465    |                                                                       |         | Sindaco                           |        |
| 1465    | 1466    |                                                                       |         | Sindaco                           |        |
| 1466    | 1467    |                                                                       |         | Sindaco                           |        |
| 1467    | 1468    |                                                                       |         | Sindaco                           |        |
| 1468    | 1469    | Giunta Amico                                                          |         | Governatore                       |        |
| 1469    | 1470    | Manfredo Crisci                                                       |         | Portulano                         | [ 12 ] |
| 1470    | 1471    |                                                                       |         | Sindaco                           |        |
| 1471    | 1472    |                                                                       |         | Sindaco                           |        |
| 1472    | 1473    |                                                                       |         | Sindaco                           |        |
| 1473    | 1474    |                                                                       |         | Sindaco                           |        |
| 1474    | 1475    |                                                                       |         | Sindaco                           |        |
| 1475    | 1476    |                                                                       |         | Sindaco                           |        |
| 1476    | 1477    | Antonio Bianco                                                        |         | Giurato                           |        |
| 1477    | 1478    | Simone Catalano Bartolomeo Bianco                                     |         | Giurati                           |        |
| 1478    | 1479    |                                                                       |         | Sindaco                           |        |
| 1479    | 1480    | Manfredo Gerbino Giovanni Burgio Paolo Cavallaro Bartolomeo Bianco    |         | Giurati                           |        |
| 1480    | 1481    |                                                                       |         | Sindaco                           |        |
| 1481    | 1482    | Giovanni Bianco                                                       |         | Giurato                           |        |
| 1482    | 1483    |                                                                       |         | Sindaco                           |        |
| 1483    | 1484    | Baldassare Cavarretta                                                 |         | Giurato                           |        |
| 1484    | 1485    |                                                                       |         | Sindaco                           |        |
| 1485    | 1486    | Aloisio Bianco Adametto Adami                                         |         | Giurati                           |        |
| 1486    | 1487    | Marco Bianco                                                          |         | Giurato                           |        |
| 1487    | 1488    | Berlingherio Bianco                                                   |         | Giurato                           |        |
| 1488    | 1489    |                                                                       |         | Sindaco                           |        |
| 1489    | 1490    | Marco Bianco                                                          |         | Giurato                           |        |
| 1490    | 1491    | Adametto Adami                                                        |         | Giurato                           |        |
| 1491    | 1492    | Giovanni Bianco Michele Cino Francesco Ferro Simone Bandino           |         | Giurati                           |        |
| 1492    | 1493    | Nicolò Antonio Adragna Marco Antonio Bianco                           |         | Giurati                           |        |
| 1493    | 1494    |                                                                       |         | Sindaco                           |        |
| 1494    | 1495    |                                                                       |         | Sindaco                           |        |
| 1495    | 1496    | Giacomo Bianco Antonio Tudisco                                        |         | Giurati                           |        |
| 1496    | 1497    | Baldassare Agate                                                      |         | Giurato                           |        |
| 1497    | 1498    |                                                                       |         | Sindaco                           |        |
| 1498    | 1499    | Giovanni Aloisio Bianco                                               |         | Giurato                           |        |
| 1499    | 1500    | Antonio Bianco Giovanni Burgio Antonio Roncione Luigi Abitabile       |         | Giurati                           |        |

### XVI secolo
| Periodo | Periodo | Primo cittadino                                                                 | Partito | Carica                                       | Note          |
| ------- | ------- | ------------------------------------------------------------------------------- | ------- | -------------------------------------------- | ------------- |
| 1500    | 1501    | Carlo Agostino                                                                  |         | Giurato                                      |               |
| 1501    | 1502    |                                                                                 |         | Sindaco                                      |               |
| 1502    | 1503    | Francesco Patella                                                               |         | Governatore                                  |               |
| 1503    | 1504    | Luca Bandino                                                                    |         | Giurato                                      |               |
| 1504    | 1505    |                                                                                 |         | Sindaco                                      |               |
| 1505    | 1506    | Cesare Bandino Marco Bianco                                                     |         | Giurati                                      |               |
| 1506    | 1507    | Francesco Adamo                                                                 |         | Giurato                                      |               |
| 1507    | 1508    |                                                                                 |         | Sindaco                                      |               |
| 1508    | 1509    | Luca Bancino Giacomo Bianco                                                     |         | Giurati                                      |               |
| 1509    | 1510    | Cesare Bandino                                                                  |         | Giurato                                      |               |
| 1510    | 1511    |                                                                                 |         | Sindaco                                      |               |
| 1511    | 1512    |                                                                                 |         | Sindaco                                      |               |
| 1512    | 1513    | Cesare Bandino                                                                  |         | Capitano di giustizia                        | [ 13 ]        |
| 1513    | 1514    | Cesare Bandino                                                                  |         | Giurato                                      |               |
| 1514    | 1515    |                                                                                 |         | Sindaco                                      |               |
| 1515    | 1516    | Luca Bandino                                                                    |         | Giurato                                      |               |
| 1516    | 1517    | Muzio Bianco                                                                    |         | Giurato                                      |               |
| 1517    | 1518    | Francesco Torre Ruggero Galanduccio                                             |         | Giurati                                      |               |
| 1518    | 1519    | Giacomo Bianco                                                                  |         | Giurato                                      |               |
| 1519    | 1520    | Baldassare Cavarretta                                                           |         | Capitano di giustizia                        | [ 14 ]        |
| 1520    | 1521    |                                                                                 |         | Sindaco                                      |               |
| 1521    | 1522    |                                                                                 |         | Sindaco                                      |               |
| 1522    | 1523    |                                                                                 |         | Sindaco                                      |               |
| 1523    | 1524    | Vincenzo Bianco                                                                 |         | Giurato                                      |               |
| 1524    | 1525    | Giovanni Pasquale Adamo                                                         |         | Giurato                                      |               |
| 1525    | 1526    | Onofrio Saplana Giovanni Calogero Amato                                         |         | Gov. e Cap. d'Armi Capitano di giustizia     |               |
| 1526    | 1527    | Giovanni Vincenzo Burgio Vincenzo Bianco                                        |         | R. secreto e portulano Giurato               |               |
| 1527    | 1528    | Aloisio Requisens                                                               |         | Governatore                                  |               |
| 1528    | 1529    | Berengario Requisens                                                            |         | Governatore                                  |               |
| 1529    | 1530    | Giovan Matteo Bandini Muzio Bianco                                              |         | Giurati                                      |               |
| 1530    | 1531    | Nicolao Lanzarotto                                                              |         | Capitano di giustizia                        | [ 15 ]        |
| 1531    | 1532    | Gabriele Perpugnano                                                             |         | Capitano di giustizia                        | [ 16 ]        |
| 1532    | 1533    | Giovanni Calogero Amato, barone di Belice                                       |         | Capitano di giustizia                        | [ 17 ]        |
| 1533    | 1534    | Lorenzo Griffo                                                                  |         | Capitano di giustizia                        | [ 18 ]        |
| 1534    | 1535    | Giovanni Mayda Not. Antonio Adragna                                             |         | Capitano di giustizia Giudice civile         | [ 19 ]        |
| 1535    | 1536    | Francesco de la Torre                                                           |         | Capitano di giustizia                        | [ 20 ]        |
| 1536    | 1537    | Lorenzo Griffo                                                                  |         | Capitano di giustizia                        | [ 21 ]        |
| 1537    | 1538    | Antonio la Torre Pietro Bandino Not. Antonio Adragna                            |         | Capitano di giustizia Giurato Giudice civile |               |
| 1538    | 1539    | Vincenzo de Nuchio                                                              |         | Capitano di giustizia                        | [ 22 ]        |
| 1539    | 1540    | Ambrosio la Nivi                                                                |         | Capitano di giustizia                        | [ 23 ]        |
| 1540    | 1541    | Giacomo de Marino                                                               |         | Capitano di giustizia                        | [ 24 ]        |
| 1541    | 1542    | Antonio de la Torre Bartolomeo de la Torre                                      |         | Capitani di giustizia                        | [ 25 ]        |
| 1542    | 1543    | Pietro Mendola                                                                  |         | Capitano di giustizia                        | [ 26 ]        |
| 1543    | 1544    | Geronimo de Rosa                                                                |         | Capitano di giustizia                        | [ 27 ]        |
| 1544    | 1545    | Nicolò Antonio Graziano                                                         |         | Capitano di giustizia                        | [ 28 ]        |
| 1545    | 1546    | Giovan Leonardo Zerillo                                                         |         | Capitano di giustizia                        | [ 29 ]        |
| 1546    | 1547    | Pietro Mendola                                                                  |         | Capitano di giustizia                        | [ 30 ]        |
| 1547    | 1548    | Alfonso Guttiarvez                                                              |         | Capitano di giustizia                        | [ 31 ]        |
| 1548    | 1549    | Alfonso Guccione                                                                |         | Capitano di Giustizia                        | [ 32 ]        |
| 1549    | 1550    | Pietro Pedone Antonio Adragna                                                   |         | Capitano di giustizia Giudice d'appello      | [ 33 ]        |
| 1550    | 1551    | Francesco Agostino                                                              |         | Capitano di giustizia                        | [ 34 ]        |
| 1551    | 1552    | Giacomo de Marino                                                               |         | Capitano di giustizia                        | [ 35 ]        |
| 1552    | 1553    | Simone Alcorachi                                                                |         | Capitano di giustizia                        |               |
| 1553    | 1554    | Diego Garzia                                                                    |         | Capitano di giustizia                        | [ 36 ]        |
| 1554    | 1555    | Pietro Pedone                                                                   |         | Capitano di giustizia                        | [ 37 ]        |
| 1555    | 1556    | Francesco Gratteri                                                              |         | Capitano di giustizia                        | [ 38 ]        |
| 1556    | 1557    | Geronimo Burgio                                                                 |         | Capitano di giustizia                        | [ 39 ]        |
| 1557    | 1558    | Bernardo Grugno                                                                 |         | Capitano di giustizia                        | [ 40 ]        |
| 1558    | 1559    | Antonio Leofante                                                                |         | Capitano di giustizia                        | [ 41 ]        |
| 1559    | 1560    | Francesco Grattio                                                               |         | Capitano di giustizia                        | [ 42 ]        |
| 1560    | 1561    | Bernardo Grugno                                                                 |         | Capitano di giustizia                        | [ 43 ]        |
| 1561    | 1562    | Nicolò de Marino                                                                |         | Capitano di giustizia                        | [ 44 ]        |
| 1562    | 1563    | Alfonso Guttiarvez                                                              |         | Capitano di giustizia                        | [ 45 ]        |
| 1563    | 1564    | Francesco Gutierres                                                             |         | Capitano di giustizia                        | [ 46 ]        |
| 1564    | 1565    | Francesco Spata                                                                 |         | Capitano di giustizia                        | [ 47 ]        |
| 1565    | 1566    | Vincenzo Marzo                                                                  |         | Capitano di giustizia                        | [ 48 ]        |
| 1566    | 1567    | Bartolomeo Bianco Aloisio Vincenzo Gambina Vincenzo Agostino Bartolomeo Paternò |         | Giurati                                      |               |
| 1567    | 1568    | Antonio Leofante Vincenzo Bianco Antonio Ferro Vincenzo Adamo                   |         | Giurati                                      |               |
| 1568    | 1569    | Giovanni Andrea Ferro Francesco Agostino Giuseppe Sansone Pietro Polito         |         | Giurati                                      |               |
| 1569    | 1570    |                                                                                 |         | Sindaco                                      |               |
| 1570    | 1571    |                                                                                 |         | Sindaco                                      |               |
| 1571    | 1572    | Nicolò Polito                                                                   |         | Capitano di giustizia                        | [ 49 ]        |
| 1572    | 1573    | Antonio Ferro                                                                   |         | Capitano di giustizia                        | [ 50 ]        |
| 1573    | 1574    |                                                                                 |         | Sindaco                                      |               |
| 1574    | 1575    |                                                                                 |         | Sindaco                                      |               |
| 1575    | 1576    |                                                                                 |         | Sindaco                                      |               |
| 1576    | 1577    |                                                                                 |         | Sindaco                                      |               |
| 1577    | 1578    |                                                                                 |         | Sindaco                                      |               |
| 1578    | 1579    |                                                                                 |         | Sindaco                                      |               |
| 1579    | 1580    |                                                                                 |         | Sindaco                                      |               |
| 1580    | 1581    |                                                                                 |         | Sindaco                                      |               |
| 1581    | 1582    |                                                                                 |         | Sindaco                                      |               |
| 1582    | 1583    |                                                                                 |         | Sindaco                                      |               |
| 1583    | 1584    |                                                                                 |         | Sindaco                                      |               |
| 1584    | 1585    |                                                                                 |         | Sindaco                                      |               |
| 1585    | 1586    |                                                                                 |         | Sindaco                                      |               |
| 1586    | 1587    |                                                                                 |         | Sindaco                                      |               |
| 1587    | 1588    |                                                                                 |         | Sindaco                                      |               |
| 1588    | 1589    |                                                                                 |         | Sindaco                                      |               |
| 1589    | 1590    |                                                                                 |         | Sindaco                                      |               |
| 1590    | 1591    |                                                                                 |         | Sindaco                                      |               |
| 1591    | 1592    |                                                                                 |         | Sindaco                                      |               |
| 1592    | 1593    |                                                                                 |         | Sindaco                                      |               |
| 1593    | 1594    |                                                                                 |         | Sindaco                                      |               |
| 1594    | 1595    |                                                                                 |         | Sindaco                                      |               |
| 1595    | 1596    |                                                                                 |         | Sindaco                                      |               |
| 1596    | 1597    |                                                                                 |         | Sindaco                                      |               |
| 1597    | 1598    | Antonio Vincenzo Bianco                                                         |         | Capitano di giustizia                        | [ 51 ]        |
| 1598    | 1599    | Filippo Paruta Aloisio de Salamanca                                             |         | Sindaco Capitano di giustizia                | [ 52 ] [ 53 ] |
| 1599    | 1600    | Geronimo de Agostino                                                            |         | Capitano di giustizia                        | [ 54 ]        |

### XVII - XVIII secolo
| Periodo | Periodo | Primo cittadino                                                     | Partito | Carica                                                 | Note    |
| ------- | ------- | ------------------------------------------------------------------- | ------- | ------------------------------------------------------ | ------- |
| 1600    | 1601    | Sebastiano Ortis                                                    |         | Capitano di giustizia                                  | [ 55 ]  |
| 1601    | 1602    | Alferez Alonzo de Bracamonte                                        |         | Capitano di giustizia                                  | [ 56 ]  |
| 1602    | 1603    | Giovanni Gregorio Oca                                               |         | Capitano di giustizia                                  | [ 57 ]  |
| 1603    | 1604    | Alonzo Messa                                                        |         | Capitano di giustizia                                  | [ 58 ]  |
| 1604    | 1605    | Francesco Sansone Giuseppe Mannelli Bartolomeo Burgio Geronimo Cusa |         | Giurati                                                |         |
| 1605    | 1606    | Giovanni Gregorio Oca                                               |         | Capitano di giustizia                                  | [ 59 ]  |
| 1606    | 1607    | Sebastiano Ortis                                                    |         | Capitano di giustizia                                  | [ 60 ]  |
| 1607    | 1608    | Adametto Adamo                                                      |         | Capitano di giustizia                                  | [ 61 ]  |
| 1608    | 1609    | Carlo Rocca Carlo Graffeo Giovanni di Marco Giuseppe Mannelli       |         | Giurati                                                |         |
| 1609    | 1610    | Salvatore Delfino                                                   |         | Capitano di giustizia                                  | [ 62 ]  |
| 1610    | 1611    | Tommaso Polito                                                      |         | Capitano di giustizia                                  | [ 63 ]  |
| 1611    | 1612    | Vespasiano Burgio                                                   |         | Capitano di giustizia                                  | [ 64 ]  |
| 1612    | 1613    | Marco Bianco                                                        |         | Capitano di giustizia                                  | [ 65 ]  |
| 1613    | 1614    | Salvatore Delfino                                                   |         | Capitano di giustizia                                  | [ 66 ]  |
| 1614    | 1615    | Marco Bianco Girolamo d'Andrea                                      |         | Capitano di giustizia Giudice                          | [ 67 ]  |
| 1615    | 1616    | Marco Bianco                                                        |         | Capitano di giustizia                                  | [ 68 ]  |
| 1616    | 1617    | Marco Bianco                                                        |         | Capitano di giustizia                                  | [ 68 ]  |
| 1617    | 1618    | Costantino Leofante                                                 |         | Capitano di giustizia                                  | [ 69 ]  |
| 1618    | 1619    | Salvatore Delfino                                                   |         | Capitano di giustizia                                  | [ 70 ]  |
| 1619    | 1620    | Giovanni Antonio de Mari                                            |         | Capitano di giustizia                                  | [ 71 ]  |
| 1620    | 1621    | Giovanni Antonio de Mari                                            |         | Capitano di giustizia                                  | [ 72 ]  |
| 1621    | 1622    | Cesare Centorbi                                                     |         | Capitano di giustizia                                  | [ 73 ]  |
| 1622    | 1623    | Gabriele Spata                                                      |         | Capitano di giustizia                                  | [ 74 ]  |
| 1623    | 1624    | Francesco Timpanaro                                                 |         | Capitano di giustizia                                  | [ 75 ]  |
| 1624    | 1625    | Francesco Timpanaro                                                 |         | Capitano di giustizia                                  | [ 76 ]  |
| 1625    | 1626    | Francesco Timpanaro                                                 |         | Capitano di giustizia                                  | [ 77 ]  |
| 1626    | 1627    | Gabriele Spata                                                      |         | Capitano di giustizia                                  | [ 78 ]  |
| 1627    | 1628    | Nicolò Antonio Gerbino                                              |         | Capitano di giustizia                                  | [ 79 ]  |
| 1628    | 1629    | Antonio Ciraulo                                                     |         | Capitano di giustizia                                  | [ 80 ]  |
| 1629    | 1630    | Nicolò Burgio                                                       |         | Capitano di giustizia                                  | [ 81 ]  |
| 1630    | 1631    | Geronimo Iaci                                                       |         | Capitano di giustizia                                  | [ 82 ]  |
| 1631    | 1632    |                                                                     |         | Sindaco                                                |         |
| 1632    | 1633    | Francesco Centorbi                                                  |         | Capitano di giustizia                                  | [ 83 ]  |
| 1633    | 1634    | Bartolomeo Gerbino                                                  |         | Capitano di giustizia                                  | [ 84 ]  |
| 1634    | 1635    | Costantino Rocca                                                    |         | Capitano di giustizia                                  | [ 85 ]  |
| 1635    | 1636    | Geronimo Iaci                                                       |         | Capitano di giustizia                                  | [ 86 ]  |
| 1636    | 1637    | Geronimo Iaci                                                       |         | Capitano di giustizia                                  | [ 87 ]  |
| 1637    | 1638    | Giovanni Burgio                                                     |         | Capitano di giustizia                                  | [ 88 ]  |
| 1638    | 1639    | Geronimo Iaci                                                       |         | Capitano di giustizia                                  | [ 89 ]  |
| 1639    | 1640    | Bernardino Stampa                                                   |         | Capitano di giustizia                                  | [ 90 ]  |
| 1640    | 1641    | Francesco Mirabella                                                 |         | Capitano di giustizia                                  | [ 91 ]  |
| 1641    | 1642    | Nunzio Caruso                                                       |         | Capitano di giustizia                                  | [ 92 ]  |
| 1642    | 1643    |                                                                     |         | Sindaco                                                |         |
| 1643    | 1644    | Matteo Sansone                                                      |         | Capitano di giustizia                                  | [ 93 ]  |
| 1644    | 1645    | Geronimo Iaci                                                       |         | Capitano di giustizia                                  | [ 94 ]  |
| 1645    | 1646    | Costantino Leofante                                                 |         | Capitano di giustizia                                  | [ 95 ]  |
| 1646    | 1647    | Diego Sansone                                                       |         | Capitano di giustizia                                  | [ 96 ]  |
| 1647    | 1648    |                                                                     |         | Sindaco                                                |         |
| 1648    | 1649    | Salvatore Bianco                                                    |         | Capitano di giustizia                                  |         |
| 1649    | 1650    |                                                                     |         | Sindaco                                                |         |
| 1650    | 1651    |                                                                     |         | Sindaco                                                |         |
| 1651    | 1652    |                                                                     |         | Sindaco                                                |         |
| 1652    | 1653    |                                                                     |         | Sindaco                                                |         |
| 1653    | 1654    | Salvatore Bianco Carlo Maccagnone Giovanni Matteo Adami             |         | Capitano di giustizia Giudice criminale Giudice civile | [ 97 ]  |
| 1654    | 1655    |                                                                     |         | Sindaco                                                |         |
| 1655    | 1656    | Salvatore Bianco                                                    |         | Capitano di giustizia                                  |         |
| 1656    | 1657    | Salvatore Bianco                                                    |         | Capitano di giustizia                                  | [ 97 ]  |
| 1657    | 1658    |                                                                     |         | Sindaco                                                |         |
| 1658    | 1659    |                                                                     |         | Sindaco                                                |         |
| 1659    | 1660    | Paolo d'Andrea Marco Bianco Giambattista Anello Salvatore Bianco    |         | Giurati                                                |         |
| 1660    | 1661    | Paolo d'Andrea Tommaso Lombardo Marco Bianco Giacomo Emanuele       |         | Giurati                                                |         |
| 1661    | 1662    |                                                                     |         | Sindaco                                                |         |
| 1662    | 1663    |                                                                     |         | Sindaco                                                |         |
| 1663    | 1664    |                                                                     |         | Sindaco                                                |         |
| 1664    | 1665    | Salvatore Bianco                                                    |         | Capitano di giustizia                                  | [ 98 ]  |
| 1665    | 1666    |                                                                     |         | Sindaco                                                |         |
| 1666    | 1667    |                                                                     |         | Sindaco                                                |         |
| 1667    | 1668    | Salvatore Bianco                                                    |         | Capitano di giustizia                                  |         |
| 1668    | 1669    |                                                                     |         | Sindaco                                                |         |
| 1669    | 1670    |                                                                     |         | Sindaco                                                |         |
| 1670    | 1671    | Giacomo Burgio                                                      |         | Regio secreto                                          |         |
| 1671    | 1672    | Ludovico Blasi Salvatore Bianco                                     |         | Giurati                                                |         |
| 1672    | 1673    | Ludovico Blasi                                                      |         | Capitano di giustizia                                  |         |
| 1673    | 1674    | Giacomo Burgio Carlo Mirabella Giuseppe Polito                      |         | Capitano di giustizia Giudice criminale Giudice civile | [ 99 ]  |
| 1674    | 1675    |                                                                     |         | Sindaco                                                |         |
| 1675    | 1676    |                                                                     |         | Sindaco                                                |         |
| 1676    | 1677    |                                                                     |         | Sindaco                                                |         |
| 1677    | 1678    | Ludovico Blasi                                                      |         | Capitano di giustizia                                  |         |
| 1678    | 1679    |                                                                     |         | Sindaco                                                |         |
| 1679    | 1680    |                                                                     |         | Sindaco                                                |         |
| 1680    | 1681    | Marco Bianco                                                        |         | Capitano di giustizia                                  |         |
| 1681    | 1682    |                                                                     |         | Sindaco                                                |         |
| 1682    | 1683    |                                                                     |         | Sindaco                                                |         |
| 1683    | 1684    |                                                                     |         | Sindaco                                                |         |
| 1684    | 1685    |                                                                     |         | Sindaco                                                |         |
| 1685    | 1686    |                                                                     |         | Sindaco                                                |         |
| 1686    | 1687    |                                                                     |         | Sindaco                                                |         |
| 1687    | 1688    | Marco Bianco                                                        |         | Capitano di giustizia                                  |         |
| 1688    | 1689    |                                                                     |         | Sindaco                                                |         |
| 1689    | 1690    |                                                                     |         | Sindaco                                                |         |
| 1690    | 1691    | Marco Bianco                                                        |         | Capitano di giustizia                                  | [ 100 ] |
| 1691    | 1692    | Geronimo d'Andrea                                                   |         | Giurato                                                |         |
| 1692    | 1693    |                                                                     |         | Sindaco                                                |         |
| 1693    | 1694    |                                                                     |         | Sindaco                                                |         |
| 1694    | 1695    |                                                                     |         | Sindaco                                                |         |
| 1695    | 1696    |                                                                     |         | Sindaco                                                |         |
| 1696    | 1697    |                                                                     |         | Sindaco                                                |         |
| 1697    | 1698    | Geronimo d'Andrea                                                   |         | Giurato                                                |         |
| 1698    | 1699    |                                                                     |         | Sindaco                                                |         |
| 1699    | 1700    | Nicolò Burgio                                                       |         | Governatore                                            |         |
| 1700    | 1701    | Nicolò Burgio                                                       |         | Capitano d'armi                                        |         |
| 1701    | 1702    | Carlo Mollica                                                       |         | Capitano di giustizia                                  | [ 101 ] |
| 1702    | 1703    |                                                                     |         | Sindaco                                                |         |
| 1703    | 1704    |                                                                     |         | Sindaco                                                |         |
| 1704    | 1705    |                                                                     |         | Sindaco                                                |         |
| 1705    | 1706    |                                                                     |         | Sindaco                                                |         |
| 1706    | 1707    | Giuseppe Bianco                                                     |         | Capitano di giustizia                                  |         |
| 1707    | 1708    |                                                                     |         | Sindaco                                                |         |
| 1708    | 1709    |                                                                     |         | Sindaco                                                |         |
| 1709    | 1710    |                                                                     |         | Sindaco                                                |         |
| 1710    | 1711    |                                                                     |         | Sindaco                                                |         |
| 1711    | 1712    |                                                                     |         | Sindaco                                                |         |
| 1712    | 1713    |                                                                     |         | Sindaco                                                |         |

## Regno di Sicilia (1713 - 1720)
| Periodo | Periodo | Primo cittadino                                                         | Partito | Carica                | Note    |
| ------- | ------- | ----------------------------------------------------------------------- | ------- | --------------------- | ------- |
| 1713    | 1714    | Francesco Centorbi                                                      |         | Capitano di giustizia | [ 102 ] |
| 1714    | 1715    |                                                                         |         | Sindaco               |         |
| 1715    | 1716    |                                                                         |         | Sindaco               |         |
| 1716    | 1717    |                                                                         |         | Sindaco               |         |
| 1717    | 1718    |                                                                         |         | Sindaco               |         |
| 1718    | 1719    | Salvatore Gerbino Muzio Centorbi Carlo Polito Salvatore Bianco          |         | Giurati               |         |
| 1719    | 1720    | Salvatore Bianco Giovanni Gerbino Salvatore Centorbi Francesco Centorbi |         | Giurati               |         |

## Regno di Sicilia (1720-1734)
| Periodo | Periodo | Primo cittadino                                                               | Partito | Carica                                                 | Note    |
| ------- | ------- | ----------------------------------------------------------------------------- | ------- | ------------------------------------------------------ | ------- |
| 1720    | 1721    | Salvatore Bianco                                                              |         | Capitano di giustizia                                  | [ 103 ] |
| 1721    | 1722    | Muzio Centorbi Francesco Milo Gaspare Bianco Giovanni Gerbino                 |         | Giurati                                                |         |
| 1722    | 1723    | Domenico Emanuele Francesco Centorbi Pietro Burgio Bartolomeo Emanuele        |         | Giurati                                                |         |
| 1723    | 1724    | Carlo Maccagnone Giuseppe Centorbi Nicolò Centorbi Salvatore Gerbino          |         | Giurati                                                |         |
| 1724    | 1725    | Paolo d'Andrea Rosario Centorbi Nicolò Centorbi Salvatore Gerbino             |         | Giurati                                                |         |
| 1725    | 1726    | Domenico Emanuele Francesco Centorbi Bartolomeo Cusa Baldassare Maccagnone    |         | Giurati                                                |         |
| 1726    | 1727    | Gaspare Bianco Francesco Centorbi Giovanni Gerbino Salvatore Centorbi         |         | Giurati                                                |         |
| 1727    | 1728    | Giovanni Gerbino Muzio Centorbi Salvatore Bianco Francesco Centorbi           |         | Giurati                                                |         |
| 1728    | 1729    | Giambattista Vaiasuso Tommaso Russo Giuseppe Agate Pietro Barracco            |         | Giurati                                                |         |
| 1729    | 1730    | Francesco Milo Girolamo Sansone Salvatore Centorbi Salvatore Bianco           |         | Giurati                                                |         |
| 1730    | 1731    | Francesco Milo Giuseppe Centorbi Salvatore Bianco Nicolò Antonio Gerbino      |         | Giurati                                                |         |
| 1731    | 1732    | Salvatore Centorbi Giuseppe Marzo Pietro Adragna                              |         | Capitano di giustizia Giudice criminale Giudice civile | [ 104 ] |
| 1732    | 1733    | Nicolò Gerbino                                                                |         | Capitano di giustizia                                  | [ 105 ] |
| 1733    | 1734    | Giovanni Robladillo Giovanni Sansone Salvatore Gerbino Nicolò Antonio Gerbino |         | Giurati                                                |         |

## Regno di Sicilia (1735-1816)
| Periodo | Periodo | Primo cittadino                                                                 | Partito | Carica                                                         | Note    |
| ------- | ------- | ------------------------------------------------------------------------------- | ------- | -------------------------------------------------------------- | ------- |
| 1734    | 1735    | Giovanni Robladillo Giovanni Sansone Salvatore Gerbino Nicolò Antonio Gerbino   |         | Giurati                                                        |         |
| 1735    | 1736    | Giovanni Centorbi Muzio Centorbi Francesco Milo                                 |         | Giurati                                                        |         |
| 1736    | 1737    | Giovanni Centorbi Muzio Centorbi Francesco Burgio                               |         | Giurati                                                        |         |
| 1737    | 1738    | Nicolò Sansone Salvatore Gerbino Nicolò Gerbino                                 |         | Giurati                                                        |         |
| 1738    | 1739    | Domenico Emanuele Mario Milo Nicolò Sansone Nicolò Gerbino                      |         | Giurati                                                        |         |
| 1739    | 1740    | Nicolò Antonio Gerbino Domenico Emanuele Pietro Adragna Davide Marino           |         | Giurati                                                        |         |
| 1740    | 1741    | Domenico Emanuele Pietro Adragna Nicolò Gerbino                                 |         | Capitano di giustizia Giudice criminale Giudice civile         | [ 106 ] |
| 1741    | 1742    | Nicolò Sansone Nicolò Antonio Gerbino Salvatore Gerbino Giuseppe Curti          |         | Giurati                                                        |         |
| 1742    | 1743    | Domenico Emanuele Giuseppe Centorbi Giuseppe Marzo Giovanni Sansone             |         | Giurati                                                        |         |
| 1743    | 1744    | Mario Milo Giuseppe Curti Girolamo d'Andrea Giovanni Cozzo                      |         | Giurati                                                        |         |
| 1744    | 1745    | Domenico Emanuele Gian Vincenzo Marzo Giovanni Ragusa Giuseppe Sorrentino       |         | Giurati                                                        |         |
| 1745    | 1746    | Girolamo d'Andrea Nicolò Gambina Pietro Adragna Salvatore Ragusa                |         | Giurati                                                        |         |
| 1746    | 1747    | Nicolò Antonio Gerbino Giuseppe Sansone Giuseppe Curti Giuseppe Sorrentino      |         | Giurati                                                        |         |
| 1747    | 1748    | Nicolò Antonio Gerbino Giuseppe Centorbi Giovanni Ragusa Nicolò Gambina         |         | Giurati                                                        |         |
| 1748    | 1749    |                                                                                 |         | Sindaco                                                        |         |
| 1749    | 1750    |                                                                                 |         | Sindaco                                                        |         |
| 1750    | 1751    |                                                                                 |         | Sindaco                                                        |         |
| 1751    | 1752    |                                                                                 |         | Sindaco                                                        |         |
| 1752    | 1753    |                                                                                 |         | Sindaco                                                        |         |
| 1753    | 1754    |                                                                                 |         | Sindaco                                                        |         |
| 1754    | 1755    |                                                                                 |         | Sindaco                                                        |         |
| 1755    | 1756    |                                                                                 |         | Sindaco                                                        |         |
| 1756    | 1757    | Nicolò Antonio Gerbino Francesco Centorbi Francesco Costa Giuseppe Mirabella    |         | Sindaco Capitano di giustizia Giudice criminale Giudice civile | [ 107 ] |
| 1757    | 1758    |                                                                                 |         | Sindaco                                                        |         |
| 1758    | 1759    |                                                                                 |         | Sindaco                                                        |         |
| 1759    | 1760    | Girolamo d'Andrea Salvatore Bianco Nicolò Salerno Sebastiano Vaiasuso           |         | Sindaco Capitano di giustizia Giudice criminale Giudice civile | [ 107 ] |
| 1760    | 1761    | Girolamo d'Andrea Francesco Centorbi Sebastiano Vaiasuso Nicolò Salerno         |         | Sindaco Capitano di giustizia Giudice criminale Giudice civile | [ 108 ] |
| 1761    | 1762    | Girolamo d'Andrea Nicolò Sansone Sebastiano Vaiasuso Nicolò Salerno             |         | Sindaco Capitano di giustizia Giudice criminale Giudice civile | [ 109 ] |
| 1762    | 1763    |                                                                                 |         | Sindaco                                                        |         |
| 1763    | 1764    |                                                                                 |         | Sindaco                                                        |         |
| 1764    | 1765    |                                                                                 |         | Sindaco                                                        |         |
| 1765    | 1766    |                                                                                 |         | Sindaco                                                        |         |
| 1766    | 1767    |                                                                                 |         | Sindaco                                                        |         |
| 1767    | 1768    | Muzio Centorbi Mariano di Girolamo Sebastiano Vaiasuso                          |         | Giurati                                                        |         |
| 1768    | 1769    | Nicolò Centorbi Nicolò Sansone Nicolò Gambina Nicolò Salerno                    |         | Sindaco Capitano di giustizia Giudice criminale Giudice civile | [ 112 ] |
| 1769    | 1770    | Nicolò Antonio Gerbino Cesare Milo Sebastiano Vaiasuso Francesco Saverio Safina |         | Sindaco Capitano di giustizia Giudice criminale Giudice civile | [ 115 ] |
| 1770    | 1771    | Nicolò Ignazio Centorbi Girolamo d'Andrea Nicolò Salerno Nicolò Gerbino         |         | Sindaco Capitano di giustizia Giudice criminale Giudice civile | [ 116 ] |
| 1771    | 1772    |                                                                                 |         | Sindaco                                                        |         |
| 1772    | 1773    |                                                                                 |         | Sindaco                                                        |         |
| 1773    | 1774    |                                                                                 |         | Sindaco                                                        |         |
| 1774    | 1775    | Santoro Sciurca                                                                 |         | Regio secreto                                                  |         |
| 1775    | 1776    |                                                                                 |         | Sindaco                                                        |         |
| 1776    | 1777    |                                                                                 |         | Sindaco                                                        |         |
| 1777    | 1778    | Giuseppe Sorrentino                                                             |         | Capitano di giustizia                                          | [ 117 ] |
| 1778    | 1779    | Nicolò Maria Gerbino Leonardo Bertuglia Gaetano Sindona                         |         | Giurati                                                        |         |
| 1779    | 1780    |                                                                                 |         | Sindaco                                                        |         |
| 1780    | 1781    | Giuseppe Sorrentino                                                             |         | Capitano di giustizia                                          |         |
| 1781    | 1782    |                                                                                 |         | Sindaco                                                        |         |
| 1782    | 1783    |                                                                                 |         | Sindaco                                                        |         |
| 1783    | 1784    |                                                                                 |         | Sindaco                                                        |         |
| 1784    | 1785    |                                                                                 |         | Sindaco                                                        |         |
| 1785    | 1786    |                                                                                 |         | Sindaco                                                        |         |
| 1786    | 1787    |                                                                                 |         | Sindaco                                                        |         |
| 1787    | 1788    |                                                                                 |         | Sindaco                                                        |         |
| 1788    | 1789    |                                                                                 |         | Sindaco                                                        |         |
| 1789    | 1790    |                                                                                 |         | Sindaco                                                        |         |
| 1790    | 1791    |                                                                                 |         | Sindaco                                                        |         |
| 1791    | 1792    |                                                                                 |         | Sindaco                                                        |         |
| 1792    | 1793    |                                                                                 |         | Sindaco                                                        |         |
| 1793    | 1794    |                                                                                 |         | Sindaco                                                        |         |
| 1794    | 1795    |                                                                                 |         | Sindaco                                                        |         |
| 1795    | 1796    |                                                                                 |         | Sindaco                                                        |         |
| 1796    | 1797    |                                                                                 |         | Sindaco                                                        |         |
| 1797    | 1798    | Francesco Marzo Francesco Centorbi Gaspare Barracco Giacomo Norrito             |         | Sindaco Capitano di giustizia Giudice criminale Giudice civile | [ 118 ] |
| 1798    | 1799    | Francesco Marzo                                                                 |         | Sindaco                                                        | [ 119 ] |
| 1799    | 1800    | Francesco di Girolamo Marco de Curtis Antonio Pipitone Baldassare de Curtis     |         | Sindaco Capitano di giustizia Giudice criminale Giudice civile | [ 120 ] |
| 1800    | 1801    | Francesco di Girolamo Gaspare Salerno Giacomo Norrito                           |         | Capitano di giustizia Giudice criminale Giudice civile         | [ 121 ] |
| 1801    | 1802    |                                                                                 |         | Sindaco                                                        |         |
| 1802    | 1803    | Francesco Centorbi Alberto Salerno Antonio Norrito                              |         | Sindaco Capitano di giustizia Giudice criminale                | [ 122 ] |
| 1803    | 1804    | Francesco Centorbi Alberto Salerno Antonio Safina Antonio Norrito               |         | Sindaco Capitano di giustizia Giudice criminale Giudice civile | [ 123 ] |
| 1804    | 1805    | Francesco Sansone Ferdinando Mandina Vincenzo Lombardo Gasparo Barracco         |         | Sindaco Capitano di giustizia Giudice criminale Giudice civile | [ 124 ] |
| 1805    | 1806    | Francesco Sansone Salvatore Ragusa Antonio Pipitone Giacomo Norrito             |         | Sindaco Capitano di giustizia Giudice criminale Giudice civile | [ 125 ] |
| 1806    | 1807    | Francesco Centorbi Gaetano d'Andrea Giuseppe Cardenas Vincenzo Agate            |         | Sindaco Capitano di giustizia Giudice criminale Giudice civile | [ 126 ] |
| 1807    | 1808    |                                                                                 |         | Sindaco                                                        |         |
| 1808    | 1809    |                                                                                 |         | Sindaco                                                        |         |
| 1809    | 1810    |                                                                                 |         | Sindaco                                                        |         |
| 1810    | 1811    |                                                                                 |         | Sindaco                                                        |         |
| 1811    | 1812    |                                                                                 |         | Sindaco                                                        |         |
| 1812    | 1813    |                                                                                 |         | Sindaco                                                        |         |
| 1813    | 1814    | Giulio Venuti Gaetano d'Andrea                                                  |         | Secreto Capitano di giustizia                                  | [ 127 ] |
| 1814    | 1815    |                                                                                 |         | Sindaco                                                        |         |
| 1815    | 1816    |                                                                                 |         | Sindaco                                                        |         |

## Regno delle Due Sicilie (1816-1861)
| Periodo | Periodo | Primo cittadino             | Partito | Carica     | Note |
| ------- | ------- | --------------------------- | ------- | ---------- | ---- |
| 1816    | 1816    |                             |         | Sindaco    |      |
| 1817    | 1817    |                             |         | Sindaco    |      |
| 1818    | 1818    |                             |         | Sindaco    |      |
| 1819    | 1819    | Giuseppe Burgio             |         | Sindaco    |      |
| 1820    | 1822    | Girolamo Sansone            |         | Sindaco    |      |
| 1823    | 1823    | Nicolò Vasaiuso             |         | Sindaco    |      |
| 1824    | 1824    | Girolamo Sansone            |         | Sindaco    |      |
| 1825    | 1826    | Gaetano d'Andrea            |         | Sindaco    |      |
| 1827    | 1827    | Salvatore Bianco            |         | Sindaco    |      |
| 1828    | 1829    | Antonino Lombardo           |         | Sindaco    |      |
| 1830    | 1832    | Giuseppe Caracappa          |         | Sindaco    |      |
| 1833    | 1833    | Biagio d'Andrea             |         | Sindaco    |      |
| 1834    | 1835    | Pietro Centorbi             |         | Sindaco    |      |
| 1836    | 1836    | Pietro Safina               |         | Sindaco    |      |
| 1837    | 1839    | Giovanni Milo               |         | Sindaco    |      |
| 1840    | 1842    | Nicolò Mandina              |         | Sindaco    |      |
| 1843    | 1843    | Epifanio Barracco           |         | Sindaco    |      |
| 1844    | 1844    | Luigi Maranzani             |         | Sindaco    |      |
| 1845    | 1846    | Francesco Sansone           |         | Sindaco    |      |
| 1847    | 1847    | Pietro Safina               |         | Sindaco    |      |
| 1848    | 1848    | Francesco Sansone Marsiglia |         | Presidente |      |
| 1849    | 1849    | Pietro Safina               |         | Sindaco    |      |
| 1850    | 1852    | Francesco Sansone           |         | Sindaco    |      |
| 1853    | 1856    | Antonino Favata             |         | Sindaco    |      |
| 1857    | 1857    | Giovanni Mattana            |         | Sindaco    |      |
| 1858    | 1860    | Vito Favara Verderame       |         | Sindaco    |      |

## Repubblica Italiana (1946-oggi)
| Periodo           | Periodo           | Primo cittadino                                  | Partito                                | Carica                    | Note    |
| ----------------- | ----------------- | ------------------------------------------------ | -------------------------------------- | ------------------------- | ------- |
| 22 aprile 1946    | 7 gennaio 1947    | Mario Certa                                      |                                        | sindaco                   |         |
| 7 gennaio 1947    | 1 luglio 1950     | Giuseppe Angelo                                  |                                        | sindaco                   |         |
| 1 luglio 1950     | 30 novembre 1951  | Giovanni Kurunis                                 |                                        | Comm. str.                |         |
| 30 novembre 1951  | 28 giugno 1952    | Luigi Tripiciano                                 |                                        | Comm. str.                |         |
| 28 giugno 1952    | 29 giugno 1956    | Francesco Safina                                 |                                        | sindaco                   |         |
| 29 giugno 1956    | 31 gennaio 1958   | Salvatore Giubilato                              |                                        | sindaco                   |         |
| 31 gennaio 1958   | 30 novembre 1960  | Elio Pernice                                     |                                        | sindaco                   |         |
| 30 novembre 1960  | 28 febbraio 1962  | Rosario Ballatore                                |                                        | sindaco                   |         |
| 28 febbraio 1962  | 30 aprile 1962    | Francesco Modica                                 |                                        | sindaco                   |         |
| 30 aprile 1962    | 30 ottobre 1962   | Nicolò Bianco                                    |                                        | Vicesindaco               |         |
| 30 ottobre 1962   | 29 settembre 1963 | Vincenzo Ingraldo                                |                                        | sindaco                   |         |
| 29 settembre 1963 | 2 ottobre 1963    | Alberto Rizzo Marino                             |                                        | sindaco                   |         |
| 2 ottobre 1963    | 3 giugno 1964     | Salvatore Giubilato                              |                                        | sindaco                   |         |
| 3 giugno 1964     | 7 gennaio 1965    | Giuseppe La Manna                                |                                        | Comm. reg.                |         |
| 7 gennaio 1965    | 29 ottobre 1965   | Elio Pernice                                     |                                        | sindaco                   |         |
| 29 ottobre 1965   | 30 giugno 1967    | Girolamo D'Andrea                                |                                        | sindaco                   |         |
| 30 giugno 1967    | 2 settembre 1968  | Nicolò Vella                                     |                                        | sindaco                   |         |
| 2 settembre 1968  | 31 luglio 1970    | Giuseppe La Manna                                |                                        | Comm. reg.                |         |
| 31 luglio 1970    | 30 dicembre 1970  | Giacomo Giubilato                                |                                        | sindaco                   |         |
| 30 dicembre 1970  | 31 luglio 1973    | Lorenzo Fasulo                                   |                                        | sindaco                   |         |
| 31 luglio 1973    | 20 ottobre 1974   | Salvatore Giubilato                              |                                        | sindaco                   |         |
| 20 ottobre 1974   | 5 novembre 1974   | Giovanni Gucciardi                               |                                        | sindaco                   |         |
| 5 novembre 1974   | 30 luglio 1975    | Antonino Marino                                  |                                        | sindaco                   |         |
| 30 luglio 1975    | 30 ottobre 1976   | Filippo Frazzetta                                |                                        | sindaco                   |         |
| 30 ottobre 1976   | 3 agosto 1978     | Giuseppe Pernice                                 | Partito Comunista Italiano             | sindaco                   |         |
| 3 agosto 1978     | 28 aprile 1979    | Rosario Tumbarello                               |                                        | sindaco                   |         |
| 28 aprile 1979    | 1 agosto 1980     | Nicolò Billardello                               |                                        | sindaco                   |         |
| 1 agosto 1980     | 2 agosto 1982     | Nicolò Vella                                     | Democrazia Cristiana                   | sindaco                   |         |
| 2 agosto 1982     | 31 maggio 1984    | Nicolò Vella                                     | Democrazia Cristiana                   | sindaco                   |         |
| 31 maggio 1984    | 1 gennaio 1985    | Nicolò Vella                                     | Democrazia Cristiana                   | sindaco                   |         |
| 1 gennaio 1985    | 1 agosto 1985     | Nicolò Vella                                     | Democrazia Cristiana                   | sindaco                   |         |
| agosto 1985       | 1 agosto 1985     | Gasparino Zaccaria                               |                                        | sindaco                   |         |
| 1 agosto 1985     | 1 agosto 1986     | Rosario Tumbarello                               |                                        | sindaco                   |         |
| 1 agosto 1986     | 20 gennaio 1988   | Ignazio Giacalone                                |                                        | sindaco                   |         |
| 20 gennaio 1988   | 25 giugno 1988    | Giovanni Messina                                 |                                        | sindaco                   |         |
| 25 giugno 1988    | 20 giugno 1989    | Rosario Tumbarello                               |                                        | sindaco                   |         |
| 20 giugno 1989    | 30 giugno 1990    | Rosario Tumbarello                               |                                        | sindaco                   |         |
| 30 giugno 1990    | 29 agosto 1991    | Gaspare Bocina                                   |                                        | sindaco                   |         |
| 29 agosto 1991    | 17 febbraio 1992  | Gaspare Bocina                                   |                                        | sindaco                   |         |
| 17 febbraio 1992  | 19 dicembre 1992  | Santoro Genova                                   |                                        | sindaco                   |         |
| 19 dicembre 1992  | 6 marzo 1993      | Santoro Genova                                   |                                        | sindaco                   |         |
| 6 marzo 1993      | 22 marzo 1993     | Santoro Genova                                   |                                        | sindaco                   |         |
| 22 marzo 1993     | 11 settembre 1993 | Maria Anna Giannì                                |                                        | Comm. reg.                |         |
| 11 settembre 1993 | 25 ottobre 1993   | Maria Anna Giannì                                |                                        | Comm. reg.                |         |
| 25 ottobre 1993   | 31 maggio 1995    | Diego D'Amico Vincenzo M. Pasqua Rosaria Mancuso |                                        | Commissione straordinaria | [ 130 ] |
| 31 maggio 1995    | 6 luglio 1999     | Giovanni D'Alfio                                 | Partito Popolare Italiano              | sindaco                   |         |
| 6 luglio 1999     | 3 settembre 1999  | Pierangelo Grimaudo                              | Alleanza Nazionale                     | sindaco                   |         |
| 3 settembre 1999  | 22 settembre 1999 | Nicolò Lisma                                     | Cristiani Democratici Uniti            | Vicesindaco               |         |
| 22 settembre 1999 | 17 dicembre 1999  | Giuseppe Costantino                              |                                        | Comm. reg.                |         |
| 17 dicembre 1999  | 12 luglio 2004    | Nicolò Vella                                     | Centro-destra                          | sindaco                   |         |
| 12 luglio 2004    | 21 giugno 2009    | Giorgio Macaddino                                | Lista civica                           | sindaco                   |         |
| 21 giugno 2009    | 9 giugno 2014     | Nicolò Cristaldi                                 | Il Popolo della Libertà                | sindaco                   |         |
| 9 giugno 2014     | 27 marzo 2019     | Nicolò Cristaldi                                 | Fratelli d'Italia - Alleanza Nazionale | sindaco                   |         |
| 4 aprile 2019     | 12 maggio 2019    | Antonio Lo Presti                                |                                        | Comm. reg.                |         |
| 12 maggio 2019    | 10 giugno 2024    | Salvatore Quinci                                 | lista civica                           | sindaco                   |         |
| 10 giugno 2024    | in corso          | Salvatore Quinci                                 | lista civica                           | sindaco                   |         |

1. ↑  Giurati: Antonio Curto, Ottavio Linguiti, Nicolò Mayda, Geronimo Costa.
2. ↑  Giurati: Giovanni Adamo, Bernardo Alagna, Guglielmo Provenzano.
3. ↑  Giurati: Salvatore Bianco, Betto Finara, Antonio Emanuele, Giovanni d'Appisi.
4. ↑  Giurati: Marco Penna, Salvatore Branca, Fulco Alagna, Nicolò Roncione.
5. ↑  Giurati: Nicolò Roncione, Giorgio de Londres, Giacomo Cavarretta, Matteo Cataldo.
6. ↑  Giurati: Antonio de Mayda, Bartolo Provenzano.
7. ↑  Giurati: Antonio Penna, Bartolomeo Adamo, Nicolò Picitula, Vincenzo Cosentino
8. ↑  Giurati: Matteo Adamo, Giovanni Burgio, Cosimo Cosentino, Vincenzo Tibaldo.
9. ↑  Giurati: Antonio Ferro, Giovanni Mazzarella, Andrea Arena, Giovanni Mayda.
10. ↑  Giurati: Tommaso Bianco, Nicolò Centorbi, Francesco Maccagnone, Bartolomeo Di Giorgi.
11. ↑  Giurati: Pietro Burgio, Adametto Adamo, Pietro Cino.
12. ↑  Giurati: Giovanni Bianco, Bartolomeo Adamo, Leonardo Crisci, Antonio Milluxo.
13. ↑  Giurati: Francesco Adamo, Luca Bandino, Giacomo Bianco.
14. ↑  Giurati: Giovanni Aloisio Bianco, Luca de Brizzolis.
15. ↑  Giurati: Aloisio de Curnello, Bartolomeo Provenzano, Antonio de Mayda, Rinaldo Adamo.
16. ↑  Giurati: Cesare Bandino, Pietro Rocca, Nicolò de Federico, Benedetto Volterra.
17. ↑  Giurati: Vincenzo Burgio, Giovanni Gerbino, Cesare Ferro, Vincenzo La Rosa.
18. ↑  Giurati: Gabriele Perpugnano, Nunzio Bianco, Giovanni Marco Bandino, Pietro Riccolfo.
19. ↑  Giurati: Geronimo Bianco, Nicolò de Federico, Giovanni Andrea Polito, Carlo Graffeo.
20. ↑  Giurati: Bernardino Volterra, Bartolomeo Gramignano, Cesare Bandino, Lorenzo Griffo.
21. ↑  Giurati: Giovanni Mayda, Giovanni Gerbino, Vincenzo La Rosa, Giovanni Francesco Rocca.
22. ↑  Giurati: Geronimo Cavaretta, Tullio de Rosa, Antonio Graziano, Pietro Bandino.
23. ↑  Giurati: Giovan Battista Bandino, Nicolò Adamo, Geronimo Cavarretta, Princivalle de Princivalle.
24. ↑  Giurati: Francesco la Noce, Benedetto Volterra, Cesare Bandino, Vincenzo Caruso.
25. ↑  Giurati: Marco Bandino, Giovanni Zirillo, Pietro de Guglielmo, Nicolò d'Agostino.
26. ↑  Giurati: Giovan Matteo Bandino, Benedetto Volterra, Geronimo de Rosa, Nunzio Bianco.
27. ↑  Giurati: Nicolò Antonio Graziano, Nicolò de Federico, Geronimo Bianco, Giacomo de Marino.
28. ↑  Giurati: Tullio La Rosa, Giovanni Gerbino, Vincenzo Caruso, Antonio de Ballis.
29. ↑  Giurati: Benedetto Volterra, Antonio la Torre, Matteo Bandino, Nicolò de Marino.
30. ↑  Giurati: Geronimo Bianco, Andrea Adamo, Francesco d'Agostino.
31. ↑  Giurati: Antonio Ponte, Geronimo Bianco, Francesco d'Agostino, Andrea Adamo.
32. ↑  Giurati: Giacomo de Marino, Antonio Leofante, Giovanni Gerbino, Nicolò Agostino.
33. ↑  Giurati: Simone Bicchetta, Giovan Matteo Bandino, Antonio la Torre, Giovanni la Rocca.
34. ↑  Giurati: Giovanni Francesco la Rocca, Pietro Bandino, Giovanni Antonio Burgio, Benedetto Volterra.
35. ↑  Giurati: Francesco Burgio, Giovanni Gerbino, Pietro de Guglielmo, Giacomo Bonifacio.
36. ↑  Giurati: Giovan Matteo Bandino, Bernardo Pellegrino, Antonio Leofante, Giovanni Francesco la Rocca.
37. ↑  Giurati: Carlo Agostino, Giovanni Tudisco, Geronimo Bianco, Vincenzo Caruso.
38. ↑  Giurati: Antonio Leofante, Simone Bicchetta, Nicolò Marino, Benedetto Broccardi.
39. ↑  Giurati: Nicolò Adamo, Giacomo Adamo, Giacomo Agate.
40. ↑  Giurati: Francesco Agostino, Bartolomeo Gramignano, Giuseppe Rocca, Manfredo de Sardina.
41. ↑  Giurati: Bernardo Pellegrino, Giovanni Francesco la Rocca, Nicolò Antonio Graziano, Giacomo Agate.
42. ↑  Giurati: Nicolò Agostino, Adametto Adamo, Geronimo Bianco, Bernardo Broccardo.
43. ↑  Giurati: Vincenzo Gambina, Francesco Agostino, Nicolò Adamo, Giacomo Marino.
44. ↑  Giurati: Innocenzo Princivalle, Giovanni Bianco, Geronimo Grassellino, Geronimo Sansone.
45. ↑  Giurati: Francesco Adamo, Pietro Anello, Simone Bicchetta.
46. ↑  Giurati: Pietro Anello, Francesco Adamo, Baldassare Cavarretta, Simone Bicchetta.
47. ↑  Giurati: Nicolò Marino, Giuseppe Rocca, Vincenzo Bianco, Francesco Agostino.
48. ↑  Giurati: Tommaso Gerbino, Innocenzo Prinzivalle, Giuseppe Sansone, Giacomo Agate.
49. ↑  Giurati: Michele Bianco, Alfonso de Federico, Giovanni Antonio Polito, Simone Bicchetta.
50. ↑  Giurati: Giuseppe Tudisco, Antonio Sirena, Paolo Polito, Giacomo Ceraulo.
51. ↑  Giurati: Francesco Bianco, Antonio Ferro, Pietro Polito, Giovanni Gerbino.
52. ↑  Biografia degli uomini illustri della Sicilia, p. 292.
53. ↑  Giurati: Carlo Rocca, Gian Giacomo Sansone, Antonio Grassellini, Nicolò Antonio de Fidericis.
54. ↑  Giurati: Sebastiano Marino, Nicolò Antonio Gambina, Cesare Ferro, Antonio Rocca.
55. ↑  Giurati: Giovanni Gregorio Oca, Giuseppe Lamia, Aloisio de Salamanca, Geronimo Sansone.
56. ↑  Giurati: Andrea Adamo, Simone Gaudio, Carlo Rocca, Francesco Sansone.
57. ↑  Giurati: Gian Giacomo Sansone, Marcello Buttareci, Geronimo Agostino, Manfredo Bianco.
58. ↑  Giurati: Marco Antonio Bianco, Antonio Grassellini, Sebastiano Marino, Nicolò Antonio de Federicis.
59. ↑  Giurati: Vespasiano Burgio, Innocenzo Gino, Giovanni Gerbino, Carlo Rocca.
60. ↑  Giurati: Sebastiano Marino, Nicolò Antonio de Federicis, Andrea Adamo, Adametto Adami.
61. ↑  Giurati: Giovanni Gregorio Oca, Giuseppe Lamia, Alonzo Messina, Marcello Gattaresi.
62. ↑  Giurati: Vespasiano Burgio, Bernardino Caruso, Simone Gandino, Alonzo Bracamonte.
63. ↑  Giurati: Marco Bianco, Nicolò Antonio de Federicis, Antonio Grassellini, Gian Giacomo Sansone.
64. ↑  Giurati: Carlo Graffeo, Geronimo Sansone, Pietro Polito, Salvatore de Fino.
65. ↑  Giurati: Carlo Rocca, Giovanni Gregorio Oca, Simone Gandino, Francesco Sansone.
66. ↑  Giurati: Nicolò Antonio de Federicis, Francesco Ferro, Gabriele Spata, Muzio Bianco.
67. ↑  Giurati: Nicolò de Federicis, Francesco Ferro, Muzio Bianco, Gabriele Spata.
68. 1 2  Giurati: Antonio Burgio, Carlo Graffeo, Antonio Rocca, Francesco Sansone.
69. ↑  Giurati: Carlo Rocca, Adametto Adami, Francesco Sansone, Giuseppe Bianco.
70. ↑  Giurati: Simone Gandino, Geronimo Cusa, Fabio Bianco, Giuseppe Lamia.
71. ↑  Giurati: Costantino Leofante, Giovanni Adamo, Gabriele Spata, Francesco Sansone.
72. ↑  Giurati: Salvatore Delfino, Carlo Rocca, Adametto Adami, Costantino Rocca.
73. ↑  Giurati: Marco Bianco, Luciano d'Elia, Francesco Timpanaro, Geronimo Sansone.
74. ↑  Giurati: Giuseppe Timpanaro, Nunzio Bianco, Antonio Rocca, Geronimo Cusa.
75. ↑  Giurati: Costantino Rocca, Vincenzo Burgio, Giuseppe Bianco, Salvatore Delfino.
76. ↑  Giurati: Carlo Graffeo, Marco Bianco, Francesco Sansone, Adametto Adami.
77. ↑  Giurati: Costantino Leofante, Fabio Bianco, Marcio Iaci, Vincenzo Lamia.
78. ↑  Giurati: Muzio Bianco, Francesco Timpanaro, Tommaso Garigliano, Nicolò Cusa.
79. ↑  Giurati: Carlo Graffeo, Marco Bianco, Adametto Adami, Cosimo Grillo.
80. ↑  Giurati: Matteo Riera, Fabio Bianco, Giovanni Leonardo Zerillo, Nicolò Burgio.
81. ↑  Giurati: Luciano d'Elia, Vincenzo Burgio, Giuseppe Bianco, Gian Pietro Adamo.
82. ↑  Giurati: Francesco Centorbi, Vincenzo Lamia, Costantino Leofante, Antonio Rocca.
83. ↑  Giurati: Gabriele Spata, Francesco Mirabella, Nicolò Burgio, Vito d'Ippolito.
84. ↑  Giurati: Marco Bianco, Carlo Graffeo, Adametto Adami, Muzio Bianco.
85. ↑  Giurati: Costantino Leofante, Antonio Bianco, Gian Pietro Adamo, Nicolò Gerbino.
86. ↑  Giurati: Antonio Bianco, Nicolò Gerbino, Pietro Adamo, Costantino Leofante.
87. ↑  Giurati: Vincenzo Caruso, Matteo Sansone, Vincenzo Lamia, Marco Bianco.
88. ↑  Giurati: Gian Pietro Adamo, Antonino Bianco, Gian Battista Cardinale, Antonio Platamone.
89. ↑  Giurati: Pietro Emanuele, Muzio Bianco, Raimondo Fiorito, Leonardo Zirillo.
90. ↑  Giurati: Nicolò Antonio Gerbino, Francesco Razza, Muzio Lazzaro, Nicolò Centorbi.
91. ↑  Giurati: Geronimo Sansone, Costantino Polito, Antonio Gerbino, Pietro Mollica.
92. ↑  Giurati: Gian Battista Anello, Carlo Graffeo, Matteo Sansone, Francesco Razza.
93. ↑  Giurati: Nicolò Burgio, Adametto Adami, Giovanni Leofante, Francesco Mirabella.
94. ↑  Giurati: Pietro Emanuele, Bernardino Stampa, Gabriele Spata, Nicolò Centorbi.
95. ↑  Giurati: Nicolò Burgio, Francesco Pellegrino, Matteo Sansone, Carlo Cusa.
96. ↑  Giurati: Fabio Bianco, Carlo Capriata, Francesco Emanuele, Pietro Sansone.
97. 1 2  Giurati: Giuseppe Leofante, Agostino Bianco, Antonio Ragusa.
98. ↑  Giurato: Paolo d'Andrea.
99. ↑  Giurati: Francesco Burgio, Marco Bianco, Costantino Polito.
100. ↑  Giurato: Geronimo d'Andrea.
101. ↑  Giurati: Franco Maccagnone, Giuseppe Sansone
102. ↑  Giurati: Giacomo Sansone, Muzio Centorbi, Carlo Polito, Giovanni Gerbino.
103. ↑  Giurati: Paolo Polito, Salvatore Gerbino, Bartolomeo Emanuele, Francesco Centorbi.
104. ↑  Giurati: Giovanni Gerbino, Salvatore Gerbino, Francesco Centorbi, Nicolò Antonio Gerbino.
105. ↑  Giurati: Salvatore Gerbino, Muzio Centorbi, Domenico Emanuele, Giuseppe Centorbi.
106. ↑  Giurati: Giovanni Sansone, Francesco Centorbi, Gian Vincenzo Marzo, Mario Milo.
107. 1 2  Giurati: Mario Milo, Muzio Centorbi, Nicolò Gambina, Giuseppe Caracappa.
108. ↑  Giurati: Mario Milo, Nicolò Antonio Gerbino, Giovanni de Cardenas, Giuseppe Sorrentino.
109. ↑  Giurati: Mario Milo, Nicolò Antonio Gerbino, Giuseppe Curti, Girolamo Vaiasuso.
110. dei duchi di Galizia
111. ↑  dei duchi di Galizia
112. ↑  Giurati: Bartolomeo Centorbi, Giovanni Ragusa, Giuseppe de Curti, Giuseppe Caracappa.
113. marchese di Capobianco
114. ↑  marchese di Capobianco
115. ↑  Giurati: Muzio Centorbi, Nicolò Centorbi, Mario di Girolamo, Biagio Caracappa.
116. ↑  Giurati: Nicolò Antonio Gerbino, Gaetano Ragusa, Giuseppe de Curti, Leonardo Caracappa.
117. ↑  Giurati: Girolamo d'Andrea, Nicolò Gerbino, Leonardo Bertuglia, Gaetano Sindona.
118. ↑  Giurati: Nicolò Gerbino, Francesco Sansone, Giuseppe Giammarinaro, Giuseppe Macaddino.
119. ↑  Giurati: Antonio Gerbino, Nicolò Marzo, Giambattista Marchese, Ottavio Nisi.
120. ↑  Giurati: Francesco Centorbi, Francesco Marzo, Tommaso Ragusa, Francesco Safina.
121. ↑  Giurati: Francesco Milo (marchese di Capobianco), Benedetto Damiani, Luigi Safina, Vito Lombardo.
122. ↑  Giurati: Giambattista Marchese, Ottavio Nisi, Vincenzo Sansone, Ferdinando Mandina.
123. ↑  Giurati: Nicolò Maria Gerbino, Nicolò Pipitone, Francesco Marzo, Giuseppe Giammarinaro.
124. ↑  Giurati: Francesco Centorbi, Benedetto Damiani, Tommaso Ragusa, Giuseppe Macaddino.
125. ↑  Giurati: Rosario Mandina, Salvatore Bianco, Giuseppe Pipitone, Francesco Safina.
126. ↑  Giurati: Baldassare de Curtis, Alberto Salerno, Vito Lombardo, Vito Fileccia.
127. ↑  Senatori: Nicolò Marzo, Giovanni Milo, Alberto Salerno, Giuseppe Scuderi.
128. Principe di Granatelli
129. ↑  Principe di Granatelli
130. ↑  La Dott.ssa Rosaria Mancuso in commissione straordinaria dal 23 novembre 1993